# Queen of Kings
Chansons représentant la Norvège au Concours Eurovision de la chanson
Give That Wolf a Banana
(2022) Ulveham
(2024)
Queen of Kings est une chanson de la chanteuse italo-norvégienne Alessandra, sortie le 9 janvier 2023. La chanson représente la Norvège au Concours Eurovision de la Chanson 2023 après avoir remporté le Melodi Grand Prix 2023, la sélection nationale norvégienne pour le Concours Eurovision de la Chanson de cette année-là,.

## Composition
Dans une interview avec le site de fans de l'Eurovision Eurovision Fun, Alessandra a déclaré que la chanson vise à montrer « le pouvoir des femmes, mais aussi le pouvoir de tous les gens, sur l'importance de se sentir soi-même ». Alessandra a déclaré que ses expériences en tant que femme bisexuelle ont influencé la création de la chanson.

## Concours Eurovision de la Chanson

### Melodi Grand Prix 2023
Le Melodi Grand Prix 2023 était la 61e édition du Melodi Grand Prix, le concours qui sélectionne l'entrée norvégienne au Concours Eurovision de la chanson. Le concours se compose de trois demi-finales et d'une finale. Queen of Kings a été sélectionné pour participer à la première demi-finale, où il a réussi à se qualifier pour la finale.
Avant la finale, la chanson était considérée comme favorite pour remporter le Grand Prix Melodi 2023, étant la favorite dans les sondages des lecteurs sur les sites de fans de l'Eurovision Wiwibloggs et ESCUnited. Lors de la finale, un jury international et un télévote public ont été utilisés, les deux contribuant à 50% des votes. Queen of Kings a obtenu un total de 233 points, dont 104 du jury et 129 du public, remportant ainsi les deux moitiés du vote et gagnant la place de la Norvège pour le Concours Eurovision de la chanson 2023.

### À l'Eurovision
Selon les règles de l'Eurovision, toutes les nations, à l'exception du pays hôte et des Big Five (France, Allemagne, Italie, Espagne et Royaume-Uni), doivent se qualifier pour l'une des deux demi-finales afin de participer à la finale ; les dix premiers pays de chaque demi-finale accèdent à la finale. L'Union européenne de radio-télévision (UER) a réparti les pays en compétition en six groupes différents en fonction des votes des concours précédents, les pays ayant un historique de votes favorable étant placés dans le même groupe. Le 31 janvier 2023, un tirage au sort a permis de placer chaque pays dans l'une des deux demi-finales et de déterminer dans quelle moitié du spectacle il se produirait. La Norvège est placée dans la première demi-finale, qui se tient le 9 mai 2023, et est programmée pour se produire dans la première moitié du spectacle. La chanson est qualifiée pour la finale du 13 mai, où elle termine à la 5e place avec 268 points.

## Classement
| Classement (2023)         | Meilleure position |
| ------------------------- | ------------------ |
| Hongrie (Single Top 40)   | 10                 |
| Norvège (VG-lista)        | 1                  |
| Suède (Sverigetopplistan) | 35                 |